# モノマフの冠

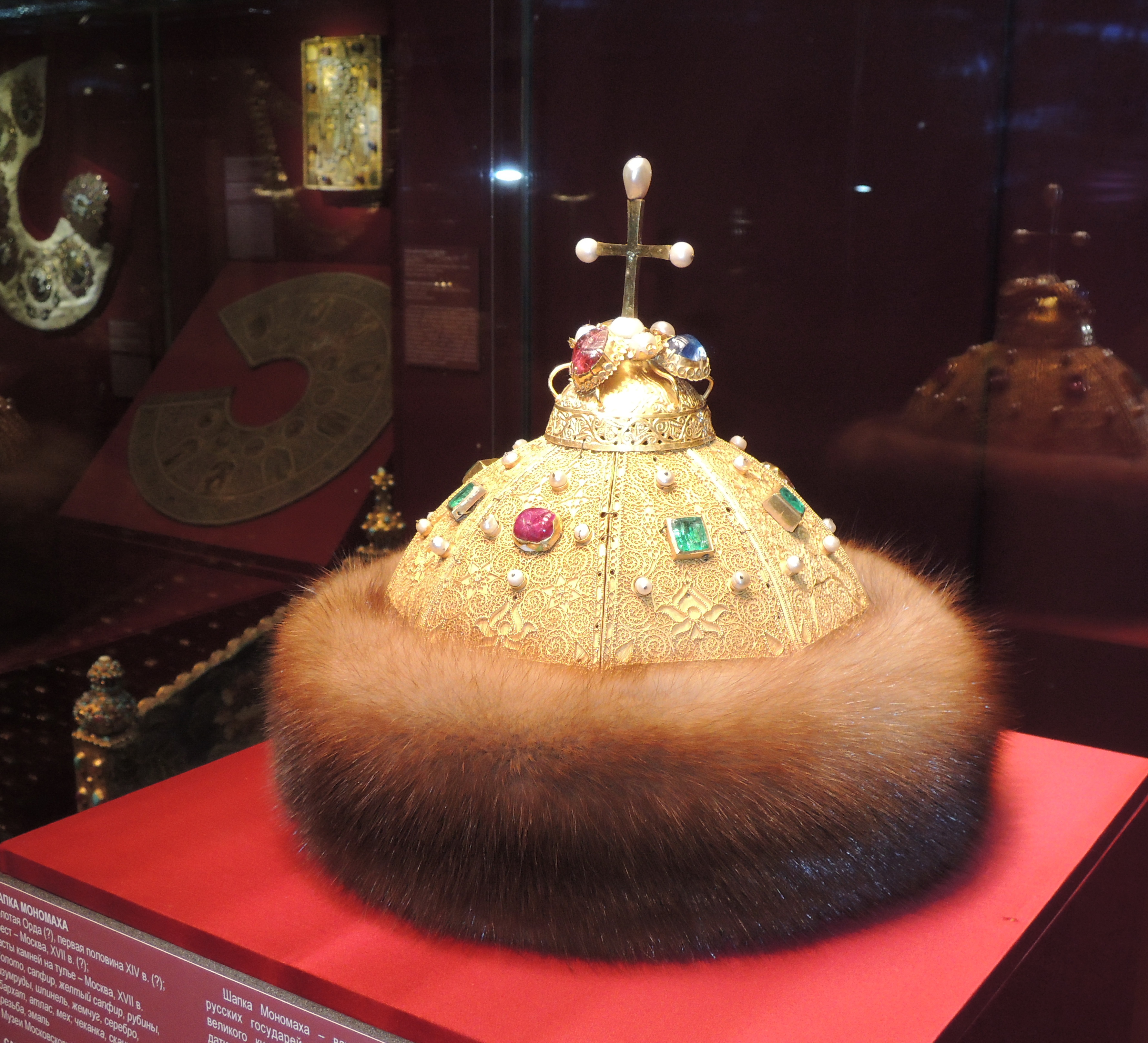
モノマフの冠

モノマフの冠（モノマフのかんむり）もしくはモノマフの帽子（モノマフのぼうし、ロシア語: Шапка Мономаха / 直訳：モノマフのシャプカ）とは、16 - 17世紀のロシアにおいて、ツァーリ（全名は、例えばイヴァン4世の場合、「ゴスダーリ、全ルーシのツァーリにしてヴェリーキー・クニャージ(ru)」）を称した君主の専制君主性のシンボルとして用いられた装身具である。「モノマフ」は12世紀のキエフ・ルーシのウラジーミル・モノマフを指す。モノマフの冠は、178年間にわたってツァーリに用いられていた。
現在はモスクワ・クレムリン内の装飾美術館（クレムリンの武器庫）に保管されている。

## 史料上の言及

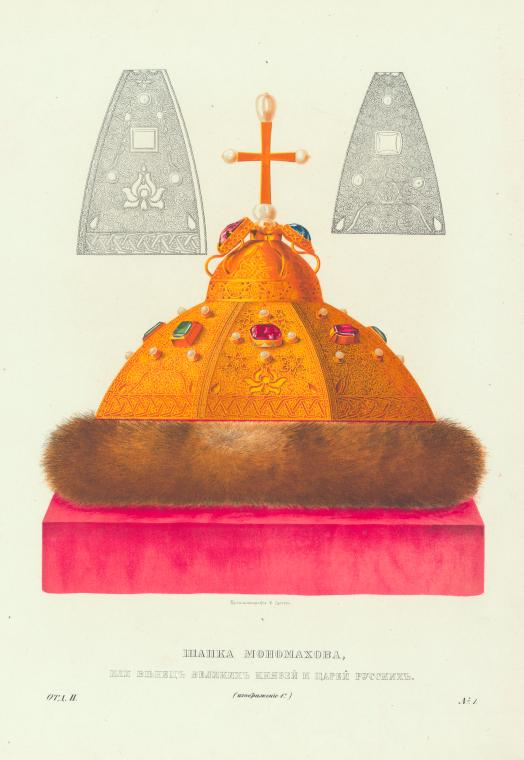
フョードル・ソルンツェフ(ru)によるスケッチ（1830年代初頭）

モノマフの冠の外見に関する最も古い史料は、1517年と1526年にモスクワに滞在した、神聖ローマ帝国の男爵ジギスムント・フォン・ヘルベルシュタインによる『モスクワ事情』である。ジギスムントは、ヴァシリー3世の国庫を訪れた際の記述に、宝石と金で飾られた、ウラジーミル・モノマフより伝えられる帽子があり、それは彼らの言葉でシャプカという、という趣旨の文章を残している。
その後、1696年2月16日、ピョートル1世のポステリニク（寝殿官）のアレクセイ・タチーシチェフと、ストリャプチー（宮廷雑役人）のレオントニー・プロホフが、数日前に死去したイヴァン5世の国庫の目録を作成した。その中では、「モノマフの、細工された黄金のツァーリのシャプカ」から始まる文章で、その形状が記録されている。また、1884年にはモスクワ・クレムリンの武器庫において所蔵品の目録が作成され、その中に、詳細な記録が残されている。

## 形状

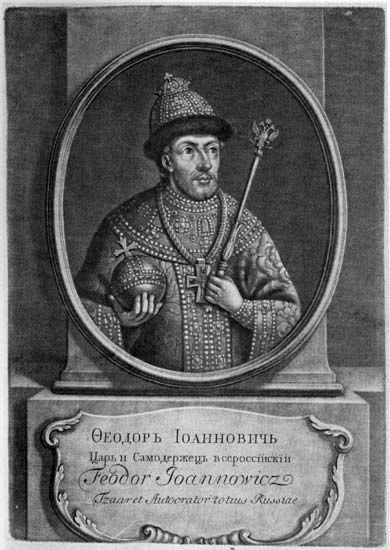
（現物とはやや異なる形状の）モノマフの冠を被ったフョードル1世（18世紀）

総重量は993,66グラムである。全体的な形としては半球状であり、これは空と太陽を象徴している。内部には鉄製の骨組みがある。その外部にあたる表面に金板が張り付けられており、宝石や真珠で飾られている。下部はクロテンの毛皮で縁取られており、頭頂部には十字架が載せられている。また、頭頂部の十字架は、傾斜を変えた小さな半球の上に備え付けられているが、これは、戴冠者が祖先と神とに接続されていることを象徴し、戴冠者の正統性を示すものである。取り付けられた宝石は、青と黄のサファイア（各1）、3つの赤いスピネル、2つのルビー、4つのエメラルドの5種11個である。また真珠が32個用いられている。
なお、肖像画や美術作品などに残されたモノマフの冠の絵は、しばしば現物と異なる形状に描かれているが、これは冠の持つ象徴性こそが重視されたものであり、正確な描写は求められていなかったためと解釈されている。

## 出自に関する諸説
モノマフの冠が、いつどこで作られたのか、その目的は何か、最初の所有者はだれか、など、その起源にかかわる検証は、何世紀もの間、議論の対象となっていた。
19世紀半ばまでは、「モノマフ帝冠伝説」の記述に従い、ビザンツ帝国で作られたものだと考えられていた。しかし20世紀にはこの説は否定され、ジョチ・ウルス、エジプトのカイロ、ジェノヴァ共和国、そしてロシア国内で作られたという諸説が立てられていた。

### ビザンツ説とその検証

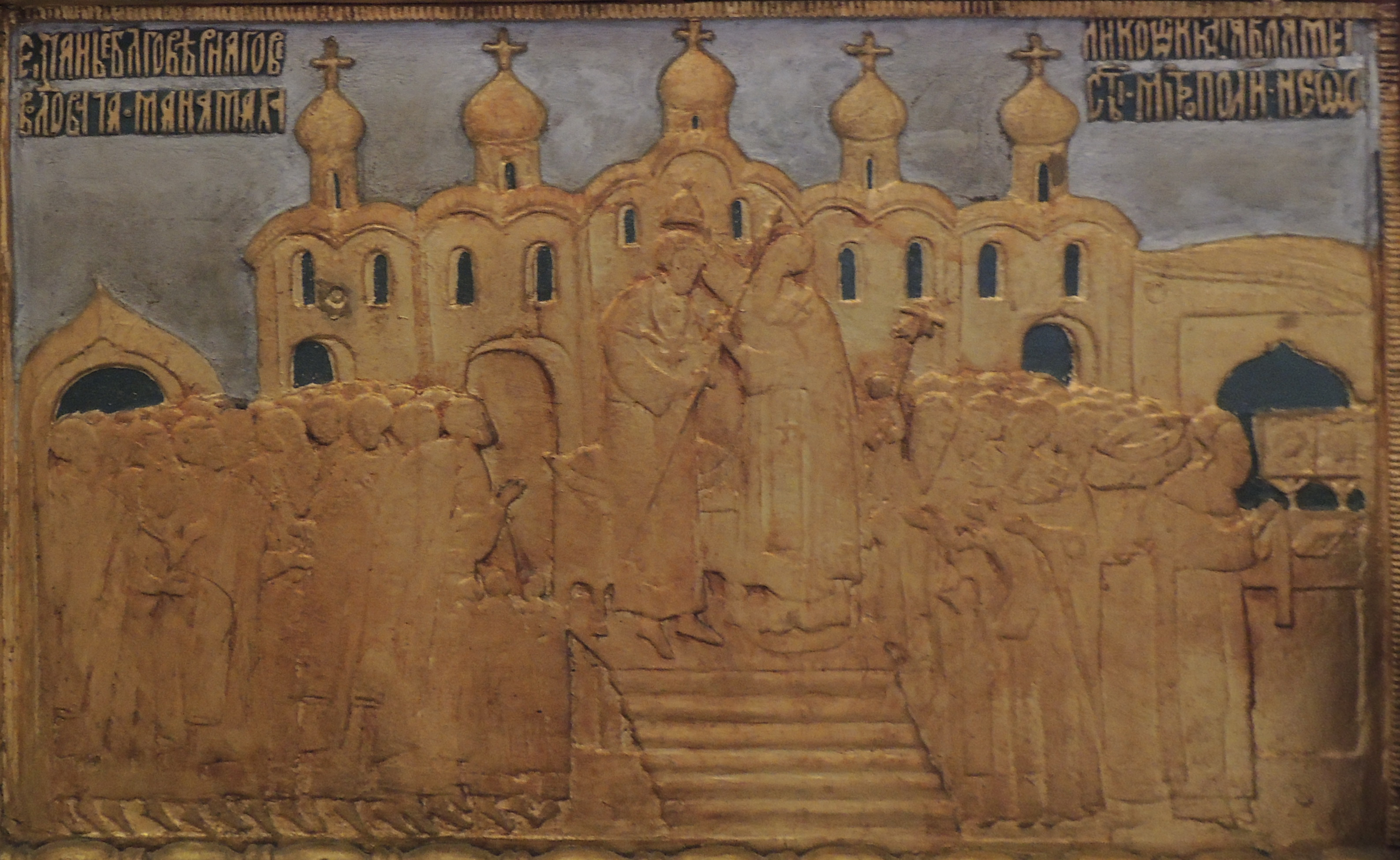
『ウラジーミル諸公物語』における、ネオフィトから冠を授けられるウラジーミル・モノマフ

モノマフの冠をビザンツ伝来と考える説は、「アウグストゥス後裔伝説（内容については後述）」と共に『ウラジーミル諸公物語』に所収された、「モノマフ帝冠伝説」に従ったものである。
モノマフ帝冠伝説とは、モノマフの冠は、キエフ大公ウラジーミル・モノマフ（1053年 - 1125年）が、ビザンツ帝国のコンスタンティノープルに遠征した際に、祖父であるビザンツ皇帝コンスタンティノス9世モノマコスから贈られたものである、また、この冠は、元来はローマ帝国皇帝アウグストゥスの所持品であった、というものである。
アウグストゥス後裔伝説、ならびにモノマフ帝冠伝説を最初に文章化して記録したのは、おそらく、トヴェリ出身の府主教スピリドン・サヴァ(ru)である。スピリドンによる記録は16世紀初頭、君主で言えばヴァシリー3世の治世期（1502年 - 1533年）のことである。スピリドン・サヴァの記録した2つの伝説を、のちに、モスクワ政府が改変・収録したのが『ウラジーミル諸公物語』であり、2つの伝説は、これに所収されたものが広く知られている。
しかし、実際には、コンスタンティノス9世モノマコスが死亡した年（1055年）に、ウラジーミル・モノマフはわずか2歳だった。また、モノマフはエフェソ府主教ネオフィト（ネオフィト：新改宗者の意）から戴冠されたと記されているが、1860年まで、ネオフィトで府主教になった例はなかった。なお、一部の研究者は、ウラジーミルが生前に「モノマフ」という通称で呼ばれたことはなく、この通称すらも、モノマフ帝冠伝説とともに作られたものであるとみなしている。
なお、冠の制作期の年代測定が、ビザンツ説を否定する決定的な要因とはならないものの（後世の修補によって、原型に当たる部分がすべて置き換えられてしまった可能性を否定できない）、冠を構成する各部位の分析によれば、現在のモノマフの冠は、部位ごとに異なる時期に制作され、組み合わされたものだと判断されている。具体的には、部位の中では、頭頂部の半球と、冠側面の金板の制作時期が最も古く、金板は13世紀初めから中盤にかけてのものと推定されている。また、金板はモスクワ大公イヴァン2世（1326年 - 1359年）の兜の一部であったという推測もある。一方、下部を囲む毛皮の縁取りと、最上部の十字架は、それに比してかなり新しいものであると分析されている。
また、冠の骨組みにはモスクワ大公ドミトリー・ドンスコイ（1350年 - 1389年）と弟イヴァン（1359年 - 1364年）の鉄兜の部品が用いられているとみなされている。鉄兜の入手経緯は、ドミトリー・ドンスコイ以降、その孫のベロオゼロ公ミハイルへと継承されていたものが、ミハイルの死後にベロオゼロ公国がモスクワ大公国に併合された際にモスクワの宝物庫に収集された、と説明されている。
そして、金板が冠の骨組みに、現在見られる形のようにドーム状に取り付けられたのは、おそらく16世紀の半ば、あるいは1505年から1526年までのことであると考えられている。また、金板自体と、金板を骨組みに接合する技術では、金板自体のほうがはるかに技巧的である。これは、金板の制作は熟練した技術者の手によるものであり、冠本体への接合は未熟な技術者が行ったことを示している。

### ジョチ・ウルス説とその検証

参考画像：テュベテイカを被るゴーリキー（1934年）

モノマフの冠をジョチ・ウルスで作られたとする論拠には以下のようなものがある。
N.S.ボリソフは、モノマフの冠は、モスクワ大公ユーリー（1281年 - 1325年）の死後、弟のイヴァン・カリター（? - 1340年。ツァーリとなったイヴァン3世からさかのぼってイヴァン1世とも）がジョチ・ウルスのウズベク・ハンから授けられたと推定している。さらに、この時の冠の形状は、女性用のテュベテイカ（中央アジアの民族衣装の帽子）に即したものであり、元はウズベク・ハンの姉妹でありユーリーの妻となったコンチャーカの所有物だったとしている。この説では、ウズベク・ハンがイヴァン・カリターに授けたのは、コンチャーカは1317年に死亡、夫のユーリーも1325年に死亡したため、その国庫をイヴァンに相続させる意図によるものだったとしている。ユーリーは、ジョチ・ウルスに対する優秀な貢税者だった。また、1339年頃に書かれたイヴァン・カリターの遺言状に、「黄金の冠 / шапка золотая」という記述があり、これをモノマフの冠とみなす見方がある。黄金の冠は、イヴァン・カリダー以降の4人のモスクワ大公の遺言状においても触れられている。

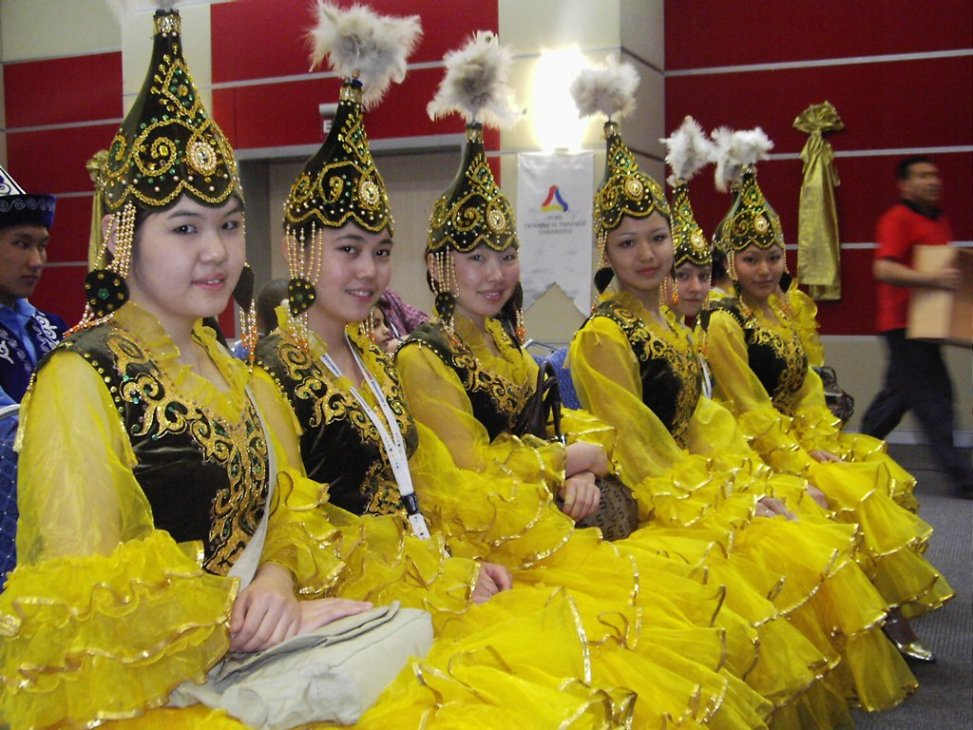
参考画像：カザフスタン等の伝統的な未婚女性の帽子・kalpak(ru)。

G.F.ヴァレエヴァ=スレイマノヴァは、ロシア国立歴史博物館所蔵のシンフェロポリの財宝（14世紀末 - 15世紀始めのクルィム（クリミア）・ウルスの財宝出土品群）を研究し、モノマフの冠の起源をモンゴルだとみなした。その根拠としては、シンフェロポリの財宝中の女性の被り物の金銀線細工の入った金板や、冠の上端部分の細部が、モノマフの冠のそれと一致するというものである。また、テュルク系民族の女性の被り物の中には、頭頂部に、クジャクの羽を挿すための円柱形のパーツをもつものがあるが、モノマフの冠の頭頂部の、十字架の台座となっている小さな半球も、これに類似するものであるとみなしている。
I.A.ボブロフニツキーの説によれば、金板を用いて作られた冠は、ジョチ・ウルスにおいてチンギス統原理（王権の正当性）を示すものであったとされる。
エルミタージュ美術館の研究員M.G.クラマロフスキーは、モノマフの冠は、クリミア半島かポヴォルジエ(ru)（ヴォルガ川流域）のどこかの都市で、14世紀末 - 15世紀にかけて作成されたとみなしている。
これらの、モノマフの冠の起源をジョチ・ウルスとする説には、いくつかの反論が述べられている。その論拠をまとめると、第一に、東洋の伝統では、権力を示す神聖な象徴を、血統の異なる人物に譲り渡すことはなかったとみなされる点、第二に、ジョチ・ウルスからの下賜よりもむしろ、長年にわたって、ルーシの諸公がジョチ・ウルスの統治者に貢物を続けていた点、第三に、モノマフの冠がウズベク・ハンの姉妹のものであったことを証明だてる史料はなく、さらに、婚姻の際に持参金を持ってくる慣習は、ヨーロッパにはあるがモンゴルにはないという点の３つである。また、キリスト教においては、男性が女性のものを着用することが禁じられており、仮に、元がウズベク・ハンの姉妹の所有物だったとしても、それを男性の徽章(en)とするのは不可能とする見解がある。

## ロシア説の論拠と政治的意図
モノマフの冠の起源をロシア国内とする説は、「モノマフ帝冠伝説（内容については前述）」・「アウグストゥス後裔伝説」の出現と関連して述べられている。モノマフ帝冠伝説は、16世紀以前の史料には見られない。現在、モノマフの冠、また冠にまつわる伝説は、モスクワ大公ヴァシリー3世（1479年 - 1533年。リューリク朝）が、自身の権力を強化する目的で作らせたものとされている。ヴァシリー3世は、冠の出自をビザンツ皇帝、ローマ皇帝に結び付け、血筋と支配の正当性を示そうとしたのである。

### 2つの伝説とヴァシリー3世

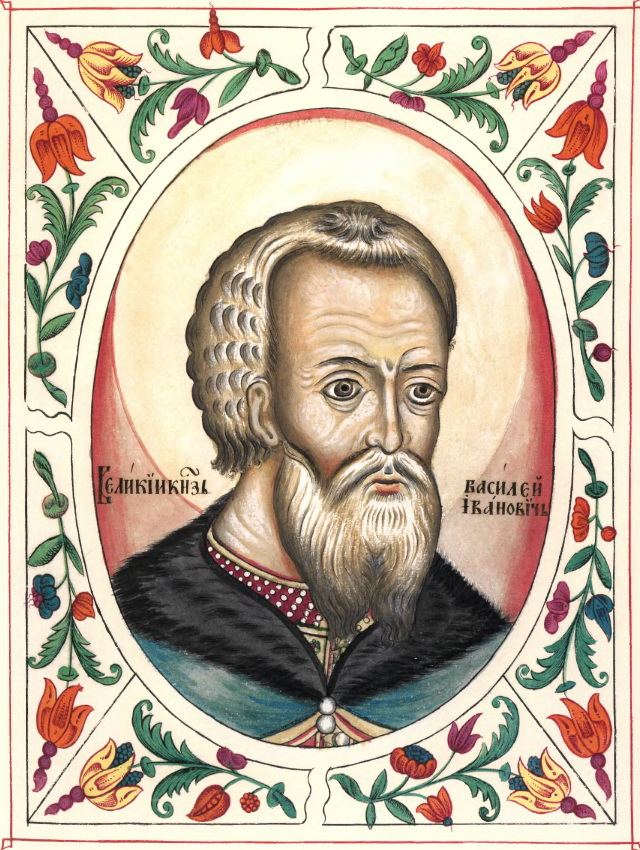
ヴァシリー3世（17世紀末）

「アウグストゥス後裔伝説」とは、ローマ帝国初代皇帝アウグストゥスはヴィスワ川流域を統治するために、自身の親族を派遣したが、リューリク朝の祖・リューリクはその子孫である、とする伝説である。なお、現在では虚構に見えるとしても、ルネサンス期初期のヨーロッパ諸国、また中世ビザンツ、セルビア、ブルガリア、リトアニアにおいても、出自をアウグストゥスに求める家系があった。
ヴァシリー3世はイヴァン3世の次男であるが、異母兄である長男イヴァン（通称イヴァン・マラドイ）が1490年に死亡し、イヴァン3世の子としては最年長となっていた。しかし父イヴァン3世の存命中、その権力の継承権は、イヴァン・マラドイの子ドミトリー（通称ドミトリー・ヴヌク）に次ぐ2番目とされていた。いずれにせよ両者はまだ若く、家臣らも含む長い相続争いを引き起こした。イヴァン3世は、1498年に、ドミトリー・ヴヌクにヴェリーキー・クニャージ（大公）の称号を与え、自身の共同統治者として戴冠させた。しかし、その後、両者の立場は逆転し、イヴァン3世が1505年に死亡すると、ヴァシリー3世がイヴァン3世の権力を継承した。また、ヴァシリー3世、父イヴァン3世らの治世期のロシア（モスクワ大公国）は、ジョチ・ウルスの従属的立場から脱し、リトアニア大公国領の接収（見方を変えれば、かつて自分たちの先祖が統治していた旧キエフ・ルーシ領、すなわち「キエフの遺産」の回復）を重要課題としていた 。
君主となったヴァシリー3世には、内外に対する、自身の権力ならびに自国の正当性を強化する必要があった。そして、モノマフの冠は、自身の王朝の伝統と正当性を「復興」させる政策の1つとして制作されたものである、とするのが、冠の起源をロシア国内とする説の論拠である。モノマフの冠は、おそらく、1521年 - 1526年の間に、ヴァシリー3世の命によって、モスクワの財宝庫に収められていた金板等を用いて作られたと考えられている。なお、前述した、先代の諸君主の遺言状の中に記載された「黄金の冠」については、ヴァシリー3世、父イヴァン3世の遺言状においてはみられなくなっており、ヴァシリー3世の統治期以前に、先代からの遺産の多くは失われていたとする推測がある。
また、ヴァシリー3世以降の年代記は、前述の2つの伝説を取り入れ、現君主の権力と、自身も連なる王朝であるリューリク朝の連続性、さらにはビザンツ帝国・ローマ帝国との関連性を強調するようになった。具体的には『ヴォスクレセンスカヤ年代記』、『ニコン年代記』、『絵入り年代記集成』（通称ツァーリの書）においてである。なお、『原初年代記』など従来の年代記においては、リューリクは海の向こうから招かれたヴァリャーグ人である（リューリク招致伝説）と記されている。
このような、年代記と冠の主張する2つの事象、すなわち、ローマ帝国皇帝の末裔であること、ビザンツ皇帝から与えられた冠を有することは、ヴァシリー3世らロシアの君主の血筋と正当性を示そうとしたものとされている。

### ツァーリの称号と戴冠者

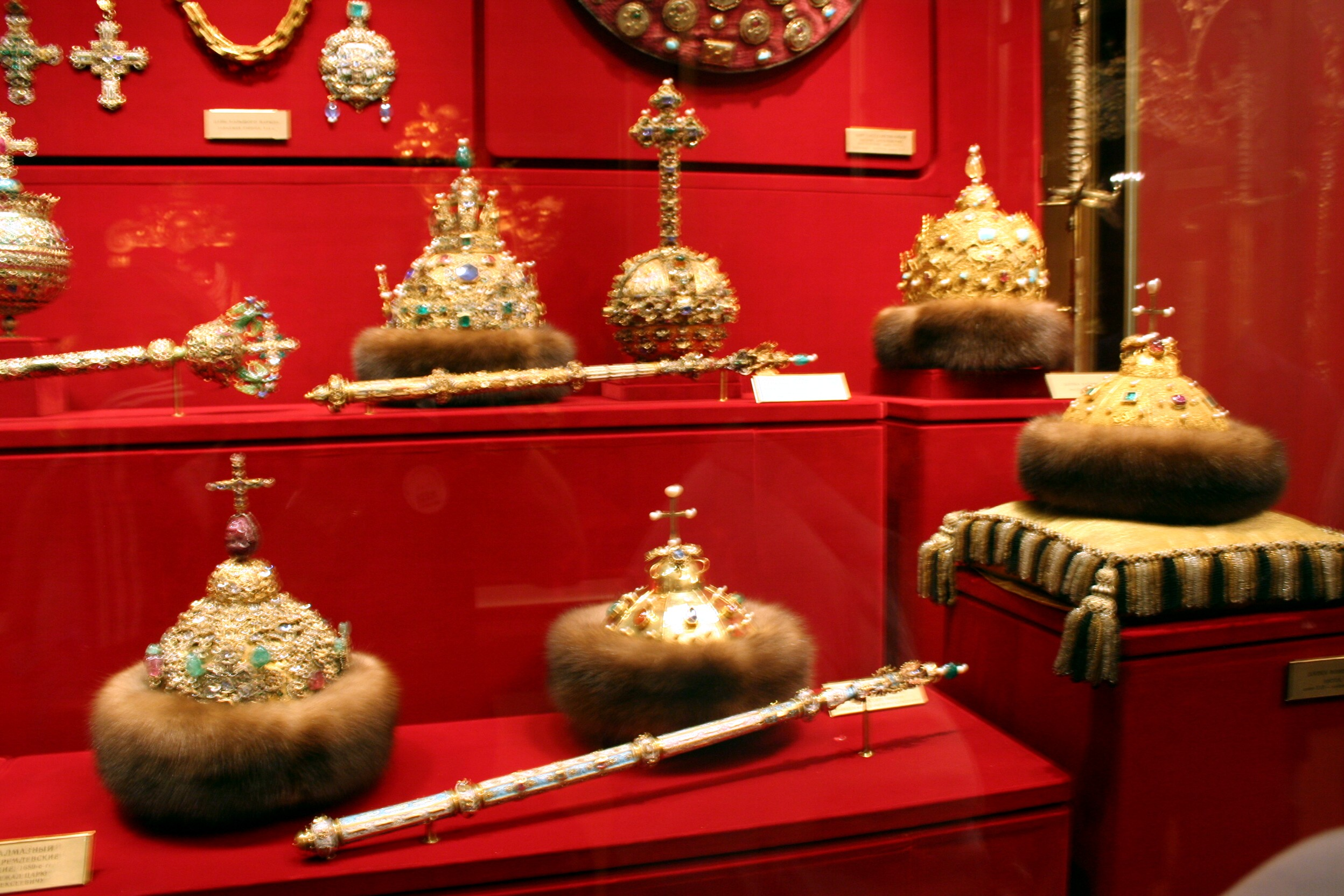
ツァーリの用いた各種の冠

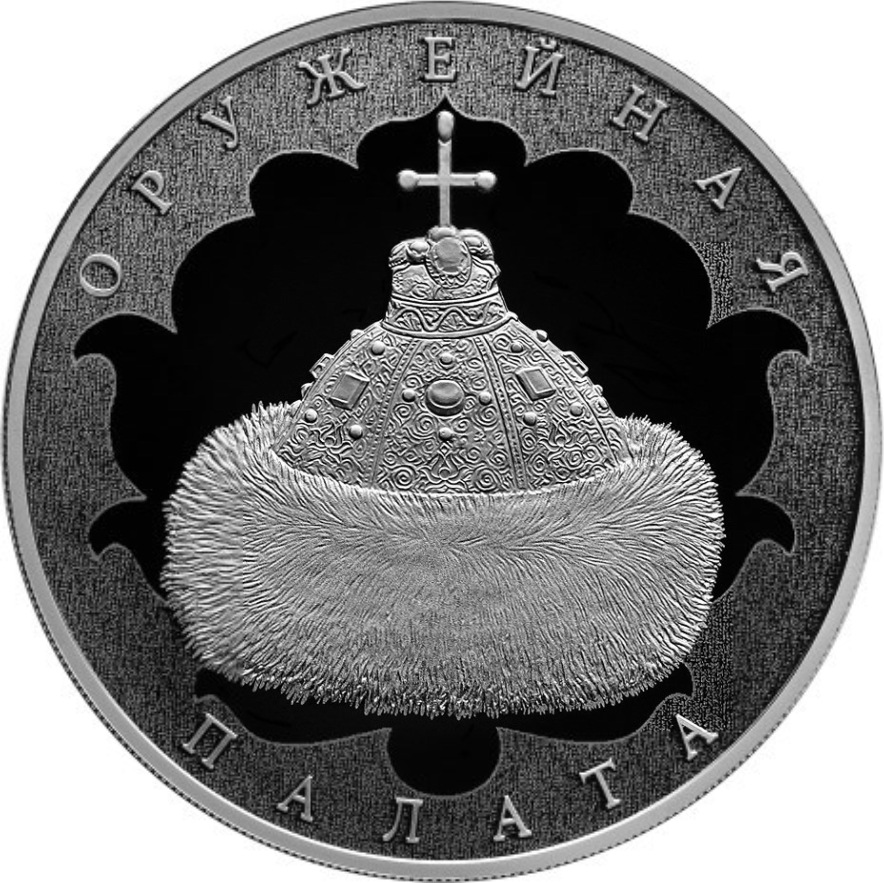
2016年、ロシア連邦中央銀行の発行した記念硬貨

ヴァシリー3世の子、イヴァン4世（イヴァン雷帝）は、1547年に戴冠式を行った。これは、ロシア史上始めてのツァーリ（正確には「ゴスダーリ、全ルーシのツァーリにしてヴェリーキー・クニャージ」）を公式な称号とした即位であった。イヴァン4世は、上記の2つの伝説を用いてツァーリの正当性を論証し、戴冠式にはモノマフの冠を用いた。イヴァン4世が定めた『戴冠式規定』の序文には「モノマフ帝冠伝説」が引用された。また、イヴァン4世の治世期に、モノマフの冠は、ボリショイ・ハリャド（直訳：偉大なる装束。ツァーリの象徴とされる各種の服飾品で、主要な儀式において身につけられたもの。また、専制と強権のシンボルであった）の中で、最も主たる品と位置づけられた。イヴァン4世の遺言状の中にも、モノマフの冠について言及した箇所がある。
諸外国の多くはイヴァン4世のツァーリの号を容易に容認しようとはせず、特に、「全ルーシ」のツァーリの号を認めた場合、自国領域内の旧キエフ・ルーシ領の領有権の正当性がロシアにあると認めることになってしまう、ポーランド・リトアニア共和国が根強く拒否を表明し続けた。ポーランド・リトアニア共和国が、ロシアの統治者のツァーリの称号を認めるのは、1634年のポリャノフカ条約(ru)（スモレンスク戦争後の和平条約）においてであった。一方、イヴァン4世以降の統治者も（リューリク朝の断絶後も）ツァーリを称し、モノマフの冠を用い続けた。モノマフの冠を用いて戴冠したのは以下の人物である（括弧内はツァーリへの即位年）。
- イヴァン4世（1547年）
- フョードル1世（1584年）：以上リューリク朝
- ボリス・ゴドゥノフ（1598年）
- 偽ドミトリー1世（1605年）
- ヴァシリー4世（1606年）：以上動乱期（スムータ）のツァーリ
- ミハイル（1613年）
- アレクセイ(1645年)
- フョードル3世(1676年)
- イヴァン5世(1682年)：以上ロマノフ朝

また、イヴァン4世をはじめとするツァーリの統治期には、モノマフの冠を模したドーム型の各種の冠が作られた。また、最後の戴冠者となったイヴァン5世の共同統治者として、ピョートル1世（ピョートル大帝）が共にツァーリに即位したため、ピョートルのために第二のモノマフの冠が作られた。
その後、ピョートル1世は1721年にインペラートル（ロシア帝国皇帝）として即位した。この際、戴冠の儀式も改められたことによって、モノマフの冠は戴冠式での役目を終えた。なお、皇帝即位に際してピョートルは、妻であり後に第２代皇帝となったエカチェリーナ1世のためには新たな冠を作成したが、自身のための新たな冠は作成しなかった。ロシア帝国期、モノマフの冠は使用されなくなったが、ツァーリの威光を示す記念すべき品として、ウスペンスキー大聖堂のアナロイ（正教会で用いる台）上に設置されていた。